# ارنو ليبرون
ارنو ليبرون (بالفرنسية: Arnaud Lebrun)‏ هو لاعب كرة قدم فرنسي في مركز الدفاع، ولد في 27 سبتمبر 1973 في كامبريه في فرنسا. لعب مع ستاد لافالوا ونادي أميان ونادي ديجون ونادي فالينسيان ونادي نيور.

## وصلات خارجية
- ارنو ليبرون على موقع قاعدة بيانات كرة القدم.إي يو (الإنجليزية)
- ارنو ليبرون على موقع Soccerway.com (الإنجليزية)
- ارنو ليبرون على موقع عالم كرة القدم.نت (الإنجليزية)
- ارنو ليبرون على موقع GSA (الإنجليزية)